# Louis-Marie de Noailles

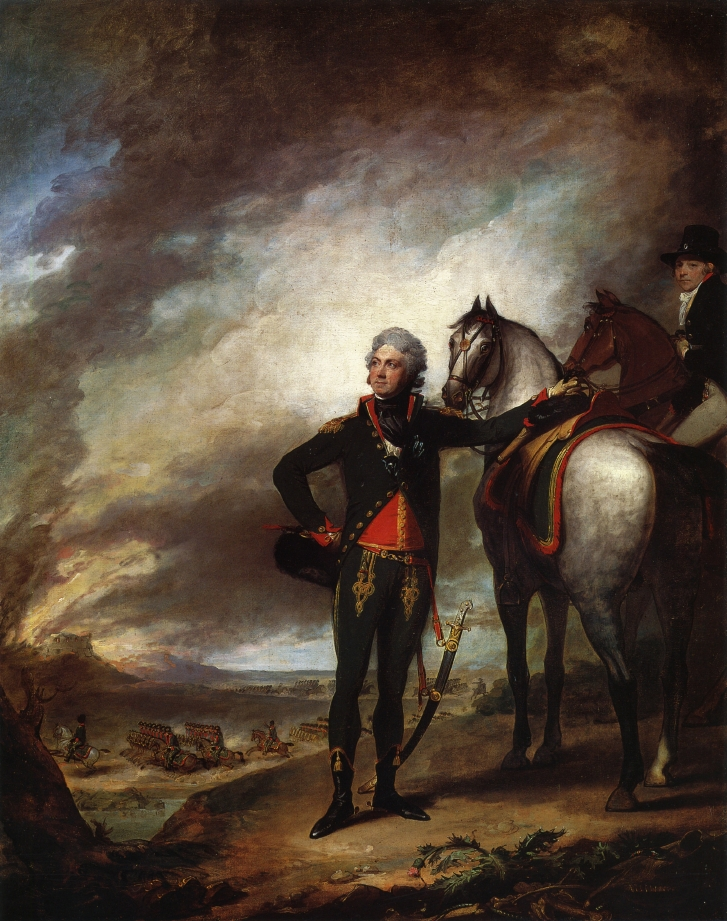
Portretschilderij uit 1798 door Gilbert Stuart (Metropolitan Museum of Art, New York)

Louis Marie Antoine, burggraaf van Noailles en ridder van Arpajon (Parijs, 17 april 1756 – Havana, 7 januari 1804) was een Frans edelman en militair uit het geslacht De Noailles. Hij vocht in de Amerikaanse Onafhankelijkheidsoorlog, nam deel aan de Franse Revolutie, vluchtte in de aanloop naar de Terreur en sneuvelde uiteindelijk in de Caraïben, strijdend op zee tegen de Britten in de Napoleontische Oorlogen.

## Leven
Louis was het jongste van de zes kinderen van de hertog van Noailles (1713-1793), die maarschalk was in het Franse leger en zetelde in de beide Assemblées des Notables. Ook Louis koos voor een militaire carrière. Hij trouwde in 1773 als zestienjarige met zijn nicht en diende in diverse cavalerie-eenheden. In 1779 ging hij onder zijn schoonbroer La Fayette op campagne om de Amerikaanse separatisten bij te staan. Op twee jaar tijd vocht Noailles in drie zeeslagen, nam hij deel aan de landing op en verovering van Grenada, en belegerde hij mee Savannah en Yorktown. Namens zijn bevelhebber Rochambeau en met kolonel John Laurens onderhandelde hij de capitulatie van die laatste stad. 
De liberale ideeën van Amerika lieten sporen na. Terug in Frankrijk initieerde Noailles zich in 1787 bij de vrijmetselarij en werd hij het volgende jaar lid van de Société des Trente, naast andere hervormingsgezinde aristocraten. Voor Nemours, waarvan hij grootbaljuw was, werd hij in 1789 verkozen om met de tweede stand in de Staten-Generaal te zetelen. Hij sloeg bruggen naar de derde stand, maar behoorde niet tot de 47 edellieden die hen op 25 juni vervoegden in de Nationale Grondwetgevende Vergadering. Noailles wachtte tot koning Lodewijk XVI twee dagen later zijn goedkeuring gaf. In de Vergadering toonde hij zich een actief spreker. In de nacht van 4 augustus was hij de eerste om de afschaffing van de feodale voorrechten voor te stellen. Zijn enthousiaste aanzet bracht een cascade op gang van afgevaardigden die elkaar leken te willen overtreffen in opofferingen. Hij werd lid van het militair comité en suggereerde als een van de eersten de algemene dienstplicht. Op 19 juni 1790 schaarde hij zich achter de afschaffing van de erfelijke adel en van de titels, livreien en wapens. De volgende maand werd hij lid van de Jakobijnenclub.
In de nasleep van de mislukte Vlucht naar Varennes beschermde Noailles koningin Marie Antoinette, van wiens hofhouding hij in zijn jolige jeugd deel had uitgemaakt, tegen de grimmige Parijzenaars. Daarna ging hij over naar de conservatievere feuillants. Ondanks de emigratie van zijn oudste broer bleef hij in de Nationale Vergadering tot deze in september 1791 haar werk afrondde. Hij nam weer dienst bij het leger en kreeg het bevel over de citadellen van Sedan en Valenciennes, maar het gebrek aan discipline ergerde hem zozeer dat hij in mei 1792 ontslag nam. Na de Bestorming van de Tuilerieën op 10 augustus verliet hij Frankrijk. Met een wettig paspoort trok hij naar Engeland en in april 1793 naar de Verenigde Staten, zijn vrouw achterlatend. In 1794 zou ze worden geguillotineerd, net als zijn twee ouders. In Amerika vestigde Noailles zich niet ver van zijn vriend George Washington. Hij werd partner in de Bank of North America in Philadelphia en deed goede zaken. Met Robert Morris hielp hij Franse émigrés aan asiel in Pittsburgh. 

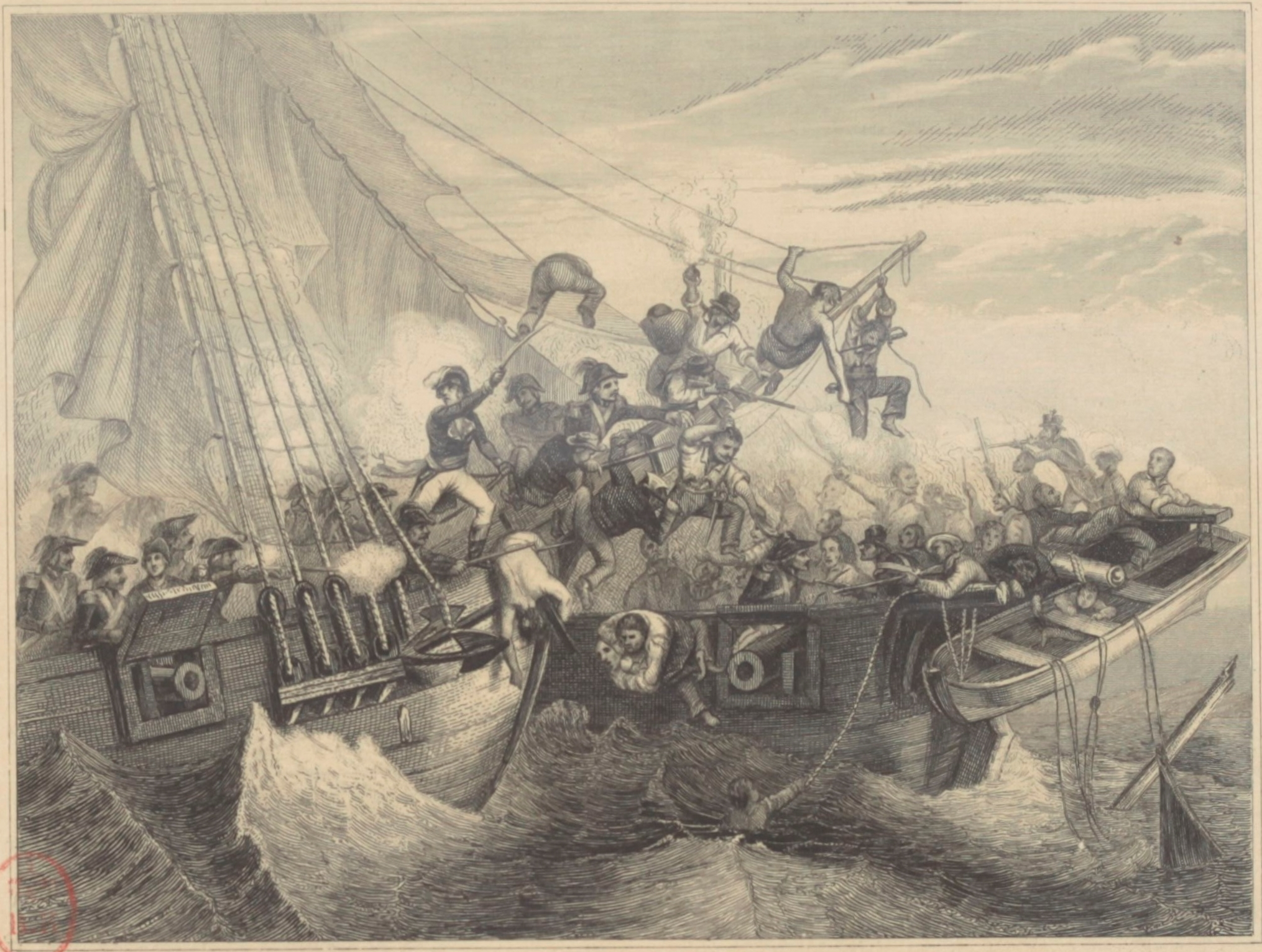
Prent uit 1843 over het gevecht tussen de Coursier en de Hazard (Pardinel naar een verdwenen schilderij van Théodore Gudin)

Dankzij de staatsgreep van 18 Brumaire, die het Consulaat aan de macht bracht, kon Noailles in 1800 terugkeren naar Frankrijk. In december 1802 nam hij dienst op een maritieme expeditie naar de slavenkolonie Saint-Domingue onder Donatien de Rochambeau. Het doel was de Britse zeeblokkade bestrijden, maar weldra moesten ze ook de Haïtiaanse Revolutie onderdrukken. Noailles had het bevel over de verdediging van Môle-Saint-Nicolas. Toen Rochambeau op 30 november 1803 capituleerde, organiseerde hij een nachtelijke ontsnapping met zeven schepen naar Cuba. Onderweg werd zijn Coursier achternagezeten door de Britse schoener Hazard. Noailles besliste op 1 januari over te gaan tot de aanval en maakte het schip buit, maar bij deze gevechten raakte hij zwaar gewond. Hij werd naar Havana gevoerd, waar hij op de leeftijd van 47 jaar overleed.

## Familie
Hij trouwde met zijn nicht Anne de Noailles (1758-1794) en had met haar vier kinderen:
- Adrienne Theodore Philippine de Noailles (1778-1781)
- Louis Joseph Alexis de Noailles (1783-1835), graaf
- Alfred Louis Dominique Vincent de Paul de Noailles (1784-1812), burggraaf
- Euphemia Cécile Marie Adelaide de Noailles (1790-1870)

## Onderscheidingen
- Ridder in de Orde van de Heilige Lodewijk (1780)

## Eerbetoon
- Noailles' naam is aangebracht op de westelijke pijler van de Arc de Triomphe in Parijs.
- Een portretbuste van Noailles is sinds 1837 opgesteld in de Galerij der veldslagen van het Paleis van Versailles.
- In 1989 verscheen zijn beeltenis op een Franse postzegel.

## Voetnoten
1. ↑  Beiden waren ze getrouwd met een dochter van Jean de Noailles (1739-1824)

- Bibliothèque nationale de France: cb12522945n (data)
- Gemeinsame Normdatei: 140235582
- International Standard Name Identifier: 0000 0001 2276 2928
- Library of Congress Control Number: n89655022
- Nederlandse Thesaurus van Auteursnamen: 162051212
- SNAC: w6jd58sf
- Système universitaire de documentation: 139246312
- Virtual International Authority File: 2508149198364374940006